# Louis de Cossé de Brissac (1625-1661)
Pour les articles homonymes, voir Louis de Cossé de Brissac.
Louis de Cossé de Brissac, né le 5 septembre 1625 et mort le 26 février 1661, est le 3e duc de Brissac.

## Famille
Louis de Cossé est le fils aîné et quatrième des neuf enfants de François de Cossé, 2e duc de Brissac et fils du maréchal-duc Charles II, et de Guyonne de Ruellan, sa femme. Son père, lieutenant général de Bretagne, renonce à son titre ducal de son vivant en faveur de son fils.

## Mariage et descendance
Louis, 3e duc, épouse Marguerite-Françoise de Gondi (1615-1670), fille du duc de Retz Henri de Gondi, qui lui apporte le duché de Beaupréau, et dont il a :
- Henri-Albert (1645-1698), 4e duc, marié (1) à Gabrielle Louise de Rouvroy de Saint-Simon (1646-1684) (séparés en 1666), (2) à Elisabeth de Verthamon (1658-1721), sans postérité des deux mariages.
- Marguerite-Marie (1648-1708), mariée à François de Neufville, duc de Villeroy.

Cette union fait de Louis de Cossé un cousin par alliance du cardinal de Retz. Mais il est aussi, par sa sœur, beau-frère du maréchal de La Meilleraie. Or, quand Retz s'évade du château de Nantes, son geôlier est précisément le maréchal de La Meilleraie. Et Retz demande asile à Brissac, qui la lui accorde. Le 3e duc a également une fille qui sera la maréchale de Villeroy. Brissac penche pour Retz, car son épouse l'a entraîné dans le camp des Frondeurs. De plus, il a une aversion pour La Meilleraie. Il s'est montré fidèle à Retz en diverses circonstances qui n'étaient pas anodines. Pour tout simplifier, il semble, si l'on en croit Retz, que la femme de Brissac fut la maîtresse de Retz.
De plus le fils du 3e duc, Henri Albert de Cossé, 4e duc de Brissac, meurt le 29 décembre 1698. Il avait épousé en premières noces la demi-sœur (morte en 1684) de Saint-Simon "avec laquelle il avait très mal vécu", dit celui-ci. Il lui reproche d'abord son "goût italien" (homosexualité) et fait de lui un portrait sans complaisance : .
Le duché de Brissac, resté sans héritier direct, est relevé, en grande partie grâce à l'intervention de Saint-Simon, par Artus, comte de Cossé-Brissac (1668-1709), puis duc en 1700, fils de Louis-Timoléon, comte de Cossé (mort en 1677) et frère cadet de Louis, le 3e duc de Brissac.